# Chiesa di San Rocco (Adrara San Rocco)
La chiesa di San Rocco è la parrocchiale di Adrara San Rocco, in provincia e diocesi di Bergamo; fa parte del vicariato di Predore.

## Storia
Si sa che ad Adrara San Rocco venne edificata una chiesa nel 1539. Tuttavia, nel 1575 l'edificio era descritto come inservibile e mal ridotta. Nella prima metà del Seicento la chiesa venne riedificata. Da un documento del 1677 si apprende che la chiesa di San Rocco era filiale della parrocchiale di Adrara San Martino. Nel 1685 iniziarono le richieste da parte della popolazione locale che Adrara San Rocco divenisse parrocchia autonoma da San Martino. Tuttavia, il parroco di Adrara San Martino era contrario all'idea e la questione si risolse nel 1687 con l'erezione della parrocchia di San Rocco. Nel 1697, però, il parroco di San Martino si rivolse alla nunziatura apostolica in Venezia con l'intento di dichiarare nulla l'erezione della parrocchia di San Rocco; il suo ricorso fu accolto e vinse la causa. Così, il 4 dicembre di quello stesso anno la parrocchia di Adrara San Rocco fu soppressa, salvo poi venir rieretta l'8 giugno 1735. L'attuale parrocchiale fu costruita nel 1739 ed il campanile venne edificato tra il 1770 ed il 1777. Nel 1821 fu collocato il nuovo organo e, tra il 1898 ed il 1900, venne rifatto l'interno della chiesa. Infine, tra il 2008 ed il 2009 la chiesa fu completamente ristrutturata.

## Descrizione
Ristrutturata nel corso del XVII e del XIX secolo, presenta all'esterno una lunga scalinata, ed all'interno alcuni affreschi, tra i quali spiccano Le piccole tele dei Misteri del Rosario nell'altare omonimo, dalla bottega di Francesco Capella. L'interno è stato rivalutato con la collocazione di vetrate realizzate nel 1971. Ignoti gli autori degli affreschi che decorano la volta e delle tele del coro e degli altari. Nel 1898 si rinnovò la pavimentazione, si procedette alla doratura e alla creazione delle eleganti ferriatine agli altari. Negli stessi anni Giuseppe Riva eseguì gli affreschi del Battesimo di Gesù, del Martirio di San Giovanni Nepomuceno e tutte le medaglie dei Santi negli altari laterali. Nel 1945 Vittorio e Agostino Manini abbellivano con simboli il Battistero. L'organo fu costruito dai Serassi nel 1921; poi rinnovato dai Piccinelli nel 1928. Nuovamente restaurato nel 1991-92. Il campanile sorse tra il 1770 e il 1777 e fu restaurato nel 1939. Sul campanile è presente un concerto di 8 campane in Do3 fuse da Angelo Ottolina nel 1946. Il primo concerto era composto da 5 campane fuse nel 1828. Dall'ottobre 2008 al novembre 2009 l'edificio e l'area del sagrato sono stati oggetto d'imponenti restauri ultimati con la riapertura avvenuta ad opera del Vescovo Mons. Beschi il 22 novembre 2009.